# NIPSNAP3B
NIPSNAP3B (англ. Nipsnap homolog 3B) – білок, який кодується однойменним геном, розташованим у людей на 9-й хромосомі. Довжина поліпептидного ланцюга білка становить 247 амінокислот, а молекулярна маса — 28 313.
| 10         |  | 20         |  | 30         |  | 40         |  | 50         |
| ---------- |  | ---------- |  | ---------- |  | ---------- |  | ---------- |
| MLVLRSGLTK |  | ALASRTLAPQ |  | VCSSFATGPR |  | QYDGTFYEFR |  | TYYLKPSNMN |
| AFMENLKKNI |  | HLRTSYSELV |  | GFWSVEFGGR |  | TNKVFHIWKY |  | DNFAHRAEVR |
| KALANCKEWQ |  | EQSIIPNLAR |  | IDKQETEITY |  | LIPWSKLEKP |  | PKEGVYELAV |
| FQMKPGGPAL |  | WGDAFERAIN |  | AHVNLGYTKV |  | VGVFHTEYGE |  | LNRVHVLWWN |
| ESADSRAAGR |  | HKSHEDPRVV |  | AAVRESVNYL |  | VSQQNMLLIP |  | ASFSPLK    |

A: Аланін

C: Цистеїн

D: Аспарагінова кислота

E: Глутамінова кислота

F: Фенілаланін

G: Гліцин

H: Гістидин

I: Ізолейцин

K: Лізин

L: Лейцин

M: Метіонін

N: Аспарагін

P: Пролін

Q: Глутамін

R: Аргінін

S: Серин

T: Треонін

V: Валін

W: Триптофан